# Аня Трішич
Аня Трішич (28 квітня 1987) — хорватська плавчиня.
Учасниця Олімпійських Ігор 2008 року, де в попередніх запливах на дистанції 200 метрів вільним стилем посіла 42-ге місце і не потрапила до півфіналів.